# Nematus fusculus
Nematus fusculus är en stekelart som först beskrevs av Lindqvist 1957.  Nematus fusculus ingår i släktet Nematus, och familjen bladsteklar. Arten är reproducerande i Sverige.